# Amentotaxus argotaenia
Amentotaxus argotaenia är en barrväxtart som först beskrevs av Henry Fletcher Hance, och fick sitt nu gällande namn av Robert Knud Friedrich Pilger. Amentotaxus argotaenia ingår i släktet Amentotaxus och familjen idegransväxter.
Växten är utformad som en buske eller som ett träd som blir upp till 6 meter högt.
Arten förekommer i östra Kina och troligtvis i norra Laos och norra Vietnam. Den växer i kulliga regioner och i bergstrakter mellan 400 och 1800 meter över havet. Amentotaxus argotaenia ingår i barr- och blandskogar tillsammans med barrträd av tallsläktet, av släktet Nageia, Podocarpus neriifolius, Podocarpus pilgeri, Podocarpus macrophyllus, Amentotaxus yunnanensis och Taxus chinensis samt av släktet Cephalotaxus. Lövfällande växter i skogarna tillhör magnoliasläktet, eksläktet och rododendronsläktet.
Beståndet hotas av landskapsförändringar. Amentotaxus argotaenia utvecklas långsam. IUCN kategoriserar arten globalt som nära hotad.

## Underarter
Arten delas in i följande underarter:
- A. a. argotaenia
- A. a. brevifolia